# Edward Angus Burt
Edward Angus Burt (ur. 9 kwietnia 1859 w Pensylwanii, zm. 27 kwietnia 1939) – amerykański mykolog.

## Życiorys
Uzyskał tytuł magistra w 1894 roku i stopień doktora w 1895 roku, obydwa na Uniwersytecie Harvarda. W 1895 r. został profesorem historii naturalnej w Middlebury College, następnie profesorem botaniki na Washington University in St. Louis, w 1913 r. mykologiem w ogrodzie botanicznym w Missouri.
Był autorytetem w zakresie grzybów resupinowatych z rodziny chropiatkowatych (Thelephoraceae). Pracował również nad systematycznym opisem innych podstawczaków, takich jak Phlebia i grzybów pochodzących z Vermontu, Syberii i Jawy.
Opisał nowe taksony grzybów. W ich naukowych nazwach dodawane jest jego nazwisko Burt. Jego nazwiskiem nazwano gatunek grzyba Septobasidium burtii. 